# Ablehnbereich und Annahmebereich
Der Ablehnbereich, auch Verwerfungsbereich, Ablehnungsbereich oder kritischer Bereich genannt, ist ein Begriff der Testtheorie, einem Teilgebiet der mathematischen Statistik. Anschaulich enthält der Ablehnbereich alle Daten, bei denen der untersuchte statistische Test sich für die Alternative entscheidet bzw. die Nullhypothese ablehnt. Analog wird die Menge aller Daten, bei denen der Test die Nullhypothese annimmt auch als Annahmebereich oder als Nichtablehnungsbereich bezeichnet.

## Formale Definition
Gegeben sei ein statistisches Modell {\displaystyle ({\mathcal {X}},{\mathcal {A}},(P_{\vartheta })_{\vartheta \in \Theta })} mit einer Zerlegung von {\displaystyle \Theta } in {\displaystyle \Theta _{0}} und {\displaystyle \Theta _{1}}, der Nullhypothese  {\displaystyle H_{0}:\theta \in \Theta _{0}} und der Gegenhypothese (auch Alternative) {\displaystyle H_{1}:\theta \in \Theta _{1}}.
Ist ein (nicht-randomisierter) statistischer Test
{\displaystyle \varphi :({\mathcal {X}},{\mathcal {A}})\to (\{0,1\},{\mathcal {P}}(\{0,1\}))}
gegeben, so heißt die Menge {\displaystyle A\subset {\mathcal {X}}} definiert durch
{\displaystyle A:=\{x\in {\mathcal {X}}\mid \varphi (x)=1\}}
der Ablehnbereich des Tests {\displaystyle \varphi }. Die Menge
{\displaystyle B:=\{x\in {\mathcal {X}}\mid \varphi (x)=0\}}
wird dann als Annahmebereich bezeichnet.

## Bemerkung
Der Ablehnbereich und der Annahmebereich sind  disjunkte Teilmengen des Ergebnisraums (Stichprobenraums) eines statistischen Tests. Insbesondere ist er unabhängig von der Wahl der Nullhypothese und Alternative und nur eine Eigenschaft des statistischen Tests als reellwertige Funktion.
Erst nach Festlegung von Nullhypothese und Alternative lassen sich (bei nichtrandomisierten Tests) über den Ablehnbereich die wichtigen Eigenschaften bestimmen: Trennschärfe, Fehler 1. Art und Fehler 2. Art. Fragestellung hier ist dann meist, den Ablehnbereich so zu wählen, dass diese Parameter des Tests sich in den gewünschten Größenordnungen bewegen.

## Beispiel
Gegeben sei ein Binomialmodell, also ein statistisches Model mit
{\displaystyle {\mathcal {X}}=\{0,1,\dots ,n\},\,{\mathcal {A}}={\mathcal {P}}({\mathcal {X}})}
und der Menge von Wahrscheinlichkeitsmaßen
{\displaystyle {\mathcal {P}}=\{\operatorname {Bin} _{n,\vartheta }\,|\,\vartheta \in [0,1]\}}.
Dann ist für ein {\displaystyle c\in \mathbb {N} } mit {\displaystyle c<n} ein statistischer Test definiert durch
{\displaystyle \varphi (x)={\begin{cases}0&{\text{ falls }}\quad x\leq c\\1&{\text{ falls }}\quad x>c\end{cases}}}.
Dieser Test lehnt die Nullhypothese ab, wenn mehr als {\displaystyle c} „Erfolge“ in der Stichprobe sind. Der Ablehnbereich des Tests ist dann
{\displaystyle A=\{c+1,\dots ,n\}}
und der Annahmebereich
{\displaystyle B=\{1,\dots ,c\}}.

## Eigenschaften
Bei eindimensionalen Fragestellungen (zum Beispiel Test auf die Lage eines Parameters) wird je nach Wahl des Ablehnbereichs zwischen einseitigen und zweiseitigen Tests unterschieden. Viele Fragestellungen sind mehrdimensional, zum Beispiel die Frage nach der Unabhängigkeit in einer größeren (mehr als 2 Zeilen und Spalten) Kontingenztafel. Ein Extremfall sind Anpassungstests, die theoretisch unendlichdimensional sind.
Um die Interpretation eines Tests zu erleichtern, werden Ablehnbereiche in der Regel zusammenhängend gewählt. Bei diskreten Fragestellungen (zum Beispiel der exakte Test nach Fisher) ist es möglich, durch Wahl einzelner Fälle den Ablehnbereich besser auszuschöpfen.